# جون ماسون (سياسي)
جون ماسون (بالإنجليزية: John Mason)‏ هو سياسي نيوزلندي، ولد في 26 سبتمبر 1880 في هاستينجس في نيوزيلندا، وتوفي في 9 يوليو 1975. انتخب عضو مجلس النواب النيوزيلندي عن دائرة Napier (New Zealand electorate) ‏ (1925 – 1928).